# روجر غيران
روجر غيران (بالفرنسية: Roger Guérin)‏ هو بواق ومغني فرنسي، ولد في 9 يناير 1926 في ساربروكن في ألمانيا، وتوفي في 6 فبراير 2010 في Saintes-Maries-de-la-Mer ‏ في فرنسا بسبب غرق.

## وصلات خارجية
- روجر غيران على موقع IMDb (الإنجليزية)
- روجر غيران على موقع ميوزك برينز (الإنجليزية)
- روجر غيران على موقع أول ميوزيك (الإنجليزية)
- روجر غيران على موقع ديسكوغز (الإنجليزية)